# Бёттигер, Карл Вильгельм (поэт)
Карл Вильгельм (Ларс Фредрик) Бёттигер (швед. Carl Wilhelm (Lars Fredric) Böttiger, 15 мая 1807, Вестерос — 22 декабря 1878, Уппсала) — шведский литературовед, лингвист, профессор эстетики Уппсальского университета, поэт, драматург, член Шведской академии, зять шведского поэта Эсайаса Тегнера.

## Жизнеописание

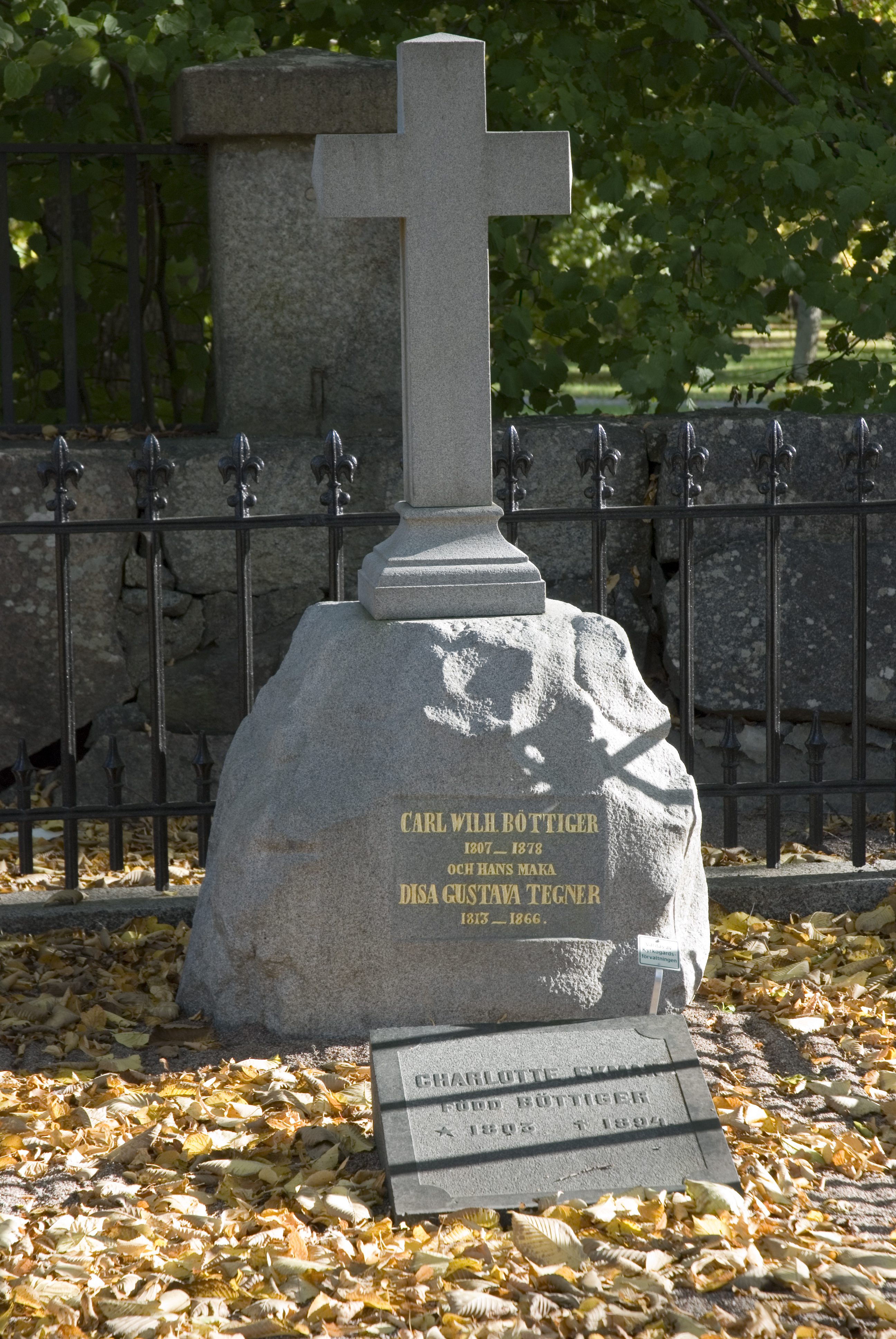
Могила Карла Вильгельма Бёттгера и его жены Дисы

Карл Вильгельм родился в семье Карла Фредрика Бёттигера — аптекаря, который происходил из немецкого дворянства и был двоюродным внуком известного немецкого алхимика Иоганна Фридриха Бёттигера. В 1818 году отец умер, и одиннадцатилетний Карл Вильгельм был вынужден работать репетитором. В то же время он упорно учился, окончил с отличием и начальную школу и гимназию в родном городе. В 1825 году поступил в Уппсальский университет и в 1833-м получил звание магистра философии. В том же году стал работать помощником библиотекаря, а в 1834-м стал доцентом на кафедре философии. По предложению профессора Груббе, в 1835—1836 годах побывал в Германии, Австрии, Италии, Голландии и Франции. В 1839 году Бёттигер стал экстраординарным адъюнктом в области немецкой и итальянской литературы. Тогда же уехал в Германию, где находился до 1840-го, преимущественно в Берлине. В 1845 году получил должность экстраординарного профессора в области современной литературы и новоевропейской лингвистики. В 1851 году Бёттигер объездил Север Италии и ретороманские поселения в Западном Тироле и Граубюндене. С 1856-го он профессор эстетики и современной литературы, а с 1858-го — профессор современной литературы и новоевропейской лингвистики. В 1867-м вышел на пенсию в связи с болезнью глаз.
Особенно много сделал Бёттигер для развития студий языкознания в Швеции. В Уппсальском университете он ввёл изучение лингвистики романских языков, плодотворно работал как учёный и как лектор. В 1865—1866 годах он руководил комиссией, которая ведала вопросами преподавания языков. В 1847-м Бёттигера избрали членом Шведской академии на место его тестя Эсайаса Тегнера. В 1853 году он стал членом Уппсальского научного общества, в 1870-м — членом Шведской королевской академии словесности, истории и древностей, а в 1878-м — почётным членом Гётеборгского научного и литературного общества, в котором был действительным членом с 1843 года.
Бёттигер был женат (с 1844 года) на Дисе Густаве Тегнер (1813—1866), дочери Эсайаса Тегнера, и приходился дядей историку искусства Йону Бёттигеру. Умер 22 декабря в 1878 году. Похоронен вместе с женой на Уппсальском старом кладбище.

## Творчество
Как литератор Бёттигер дебютировал в 1830-м поэтическим сборником «Юношеские воспоминания о мгновениях песен» (швед. Ungdomsminnen från sångens stunder), пропитанным отголосками романтизма. В 1833-м издал «Новые песни» (швед. Nyare sånger), которые стали очень популярны благодаря простой, мелодичной форме и мечтательному настроению, хотя критики указывали на часто чрезмерную сентиментальность, а Карл Варбург написал в книге Svensk litteraturhistoria i sammandrag (1904), что можно считать Бёттигера эпигоном неоромантиков. В двухтомнике «Лирические вещи» (швед. Lyriska stycken, 1837, 1839) автор охотно применял сложные южноевропейские способы стихосложения и придавал произведениям чувственность, свойственную густавианцам и Эсайасу Тегнеру. Как и Тегнер, сильное влияние которого он испытал, Бёттигер писал стихи, которые отличались находчивостью, остроумием и совершенством формы. Он редко прибегал к открытой острой сатире, поскольку это противоречило его жизненным принципам и чертам характера. Длительное время Бёттигер писал произведения на патриотическую тематику. Его сонеты — это ценный вклад в шведскую литературу. Они произвели большое впечатление и повлияли на тогда ещё начинающего поэта — Карла Сноильского.
Бёттигер получил несколько премий от Шведской академии. В 1833-м — малую премию за поэму «Густаф Адольф под Лютценом» (швед. Gustaf Adolf vid Lützen), в 1834-м — почётную награду за сочинение «Встреча на кургане Одина» (швед. Mötet på Odins hög), в 1840-м — премию Карла Юхана и в 1845-м — вознаграждение в 100 дукатов за «Песнь о Карле XIV Юхане» (швед. Sång öfver Karl Johan XIV). На сцене шли его пьесы «Национальный дивертисмент» (швед. Nationaldivertissementet, 1843) и «Майский день в Веренде» (швед. En majdag i Värend) (1843). Стихи Бёттигера положили на музыку композитор Эрик Густав Гейер («Тихие тени» / Stilla skuggor, «Уснувшая девочка» / Den slumrande lilla flickan, «Вечернее созерцание» / Aftonbetraktelse), Адольф Фредрик Линдблад, Отто Фредрик Тулльберг («Герои молятся» / Hjältar som bedjen), Юхан Эрик Нурдблум, Андреас Рандель, Якоб Аксель Юсефсон и другие. Из его мемуарных и литературно-исторических трудов выделяются «Жизнеописание Эсайаса Тегнера» / Lefnadsteckning öfver Esaias Tegnér (вступление изданного в 1847—1851 годах собрания сочинений Тегнера), речь на инаугурации в Шведской академии (1847), речь, посвященная памяти принца Густафа (1852). Интересуясь итальянской литературой, он написал научное исследование о жизни и творчестве Данте Алигьери Om Dantes lif och skrifter (1865) и труд «Итальянские студии» (швед. Italienska studier, 1853), «„Божественная комедия“ Данте» (швед. Dantes divina Commedia, 1875). В «Документах Шведской академии» (швед. Svenska akademins handlingar) Бёттигер поместил биографии таких шведских писателей, как Самуэль Эдманн (1868), Юхан Хенрик Чельгрен (1870), Эрик Юхан Стагнелиус (1872), Нильс фон Розенштайн (1877), а также статьи об уппсальском «Обществе Авроры» (1874), «Вклад в изучение первых поэтических опытов Леопольда» (швед. Bidrag till kännedomen om Leopolds tidigaste skaldeförsök, 1878).
У Бёттигера есть статьи на литературоведческие, эстетические и филологические темы, как например «Диалекты ретороманского языка» (швед. Rhetoromanska språkets dialekter, 1851—1854), «Критический обзор первых поэтических произведений Шиллера» (швед. Kritisk skärskådning af Schillers äldsta lyrik, 1854), «Вклад в знания об этрусках» (швед. Bidrag till kännedomen om etruskerna, 1857) и «Отношение к образованию и воспитанию у древних римлян» (швед. Undervisningsfrågans ställning och utveckling hos de gamle romarna, 1876). Бёттигер печатался в изданиях Mimer, Heimdall, Svenska literaturföreningens tidning, Frey и других. Его отдельные работы переведены на датский, немецкий, голландский и английский языки.
Большинство поэтических и прозаических работ Бёттигера вышли в шеститомном собрании сочинений (1856—1881). В шестом томе есть автобиографические «Воспоминания о молодости» (швед. Ungdomsminnen), которые Харальд Элувсон считал замечательным образцом мемуаристки. В 1881 году вышли избранные произведения Бёттигера, к которым была добавлена его биография, что написал Олуф Тегнер. Биографические данные о Бёттигере есть также в речи Карла Давида аф Вирсена на инаугурации в Шведской академии (издана в 1880).

## Отдельные произведения
- Asarne i Delphi: prolog. Stockholm. 1844. Libris 10441567
- Aurora-förbundet i Upsala. Stockholm. 1874. Libris 1497424
- Bernhard von Beskow: minnessång : uppläst på Svenska akademiens högtidsdag den 20 dec. 1868. Stockholm: Norstedt. 1868. Libris 9160138
- Bidrag till kännedomen om etruskerna. Upsala. 1857. Libris 2585775
- Bidrag till kännedomen om Leopolds tidigaste skaldeförsök. Även i: Svenska akademiens handlingar ifrån år 1796. D.53. Stockholm. 1878. Libris 2585776
- Biografiska underrättelser. Upsala. 1861. Libris 2585777
- Boreas: poetisk kalender för år 1842. Upsala. 1841. Libris 9160140
- C. V. Böttigers minnesteckningar öfver E. Tegnér, S. Ödmann och J. H. Kellgren såsom feriekurseri modersmålet för de högre allmänna läroverken i sammandrag utg. af Peter Bagge. Feriekurser i modersmålet 1. Stockholm: Beijer. 1895. Libris 2585783
- Dantes Commedia Divina: Dante Alighieri. Stockholm. 1875. Libris 2585779
- Epilog vid philosophiæ magister-promotionen i Upsala den 5 juni 1857. Stockholm: Norstedt. 1857. Libris 10105044
- Esaias Tegnérs lefnad. Stockholm. 1847. Libris 2343687
- Foglarne: vårsånger. Upsala. 1852. Libris 2306820
- Fosterländska sånger. 1-2. Upsala: Wahlström & Låstbom. 1841. Libris 10105053
- Förklaring med anledning af ett utfall i den af Georg Brandes utgifna skriften: Esaias Tegnér : en litteraturpsykologisk studie. Stockholm: F. & G. Beijer. 1878. Libris 1596102
- Den gamle kungen: poem för svenskar / [Carl Wilhelm Böttiger]. Stockholm: Norstedt. 1841. Libris 10617711
- Ett holländskt bidrag till Sweriges historia och litteratur. Stockholm. 1835. Libris 9848945
- Inbjudnings-skrift till morgondagens philosophiæ magister-promotion. Upsala. 1857. Libris 11613036
- Italienska läse-öfningar, innehållande lätta stycken ur den nyare italienska prosan. Stockholm. 1841. Libris 2585780
- Italienska studier. Upsala: Wahlström. 1853. Libris 1591912
- Likplundraren: fragment af en större dramatisk fantasi, hvartill en känd berättelse gifvit anledning. Skara. 1874. Libris 10901418
- Lyriska stycken. Stockholm: Norstedt. 1837—1839. Libris 1464663
- En majdag i Wärend: svenskt tillfällighetsstycke Архивная копия от 25 марта 2014 на Wayback Machine i 1 akt, med sång och dans; första gången uppfördt på Kongl. Theatern i Stockholm, Thorsdagen den 11 Maj 1843, årsdagen af H. M. Konungens Kröning. Svenska teatern, 99-1250025-3 ; 180. Stockholm. 1843. Libris 9976831
- Minne af Erik Johan Stagnelius. Stockholm. 1872. Libris 2986000
- Minne af Johan Henrik Kellgren. Även i: Svenska akademiens handlingar ifrån år 1796. D.45.. Stockholm. 1870. Libris 2986001
- Minne af teologie professoren i Upsala doktor Samuel Ödmann. Stockholm: Norstedt. 1868. Libris 10036008
- Minnes-tal öfwer philosophiä magistern Elias Wilh. Ruda hållet inför en krets af den aflidnes promotions-kamrater och wänner, i Upsala den 4 nov. 1833. Upsala. 1833. Libris 2585782
- Minnesteckningar öfver E. Tegnér, S. Ödmann och J. H. Kellgren. Stockholm: Beijer. 1895. Libris 1621812
- Mötet på Odins hög och Gustaf Adolf vid Lützen: tvenne skaldestycken belönta af Svenska akademien. Stockholm. 1835. Libris 1591921
- Nils Rosén von Rosenstein: Minnesteckning. Uppläst på Svenska akademiens högtidsdag 1876. i: Svenska akademiens handlingar ifrån år 1796. D. 52. Stockholm. 1877. Libris 2585784
- Nyare sånger: jämte öfversättningar af några Uhlands romanser m.m. Stockholm. 1833. Libris 1591915
- Om Dantes lif och skrifter. Stockholm. 1865. Libris 2585785
- Om den italienska kulturens förhållande till den romerska [Diss.]. Upsala. 1846—1851. Libris 2585786
- Ord till musiken vid H.M. konung Carl den femtondes och H.M. drottning Wilhelmina Fredrika Alexandra Anna Lovisas kröning i Stockholm den 3 maj 1860. Stockholm. 1860. Libris 2618635
- Ord till sorg-musiken vid Högtsalig Hans Majestät Konung Carl XIV Johans begrafning. Stockholm. 1844. Libris 2625103
- Prolog till Operan Ferdinand Cortez, jemte ord till kupletterne i det National-Divertissement, som gifves å Kongl. Theatern d. 6 Februari 1843 ; till firande af H.M. Konungens regerings-jubilæum. Stockholm. 1843. Libris 9976866 — Kompositör: Johan Fredrik Berwald.
- Repetitions-curs i allmänna historien: för gymnasii- och student-examina. Stockholm: Haeggström. 1836. Libris 2557392
- Rhetoromanska språkets dialekter: ett språkhistoriskt utkast. Upsala. 1854. Libris 433870
- Schillers äldsta lyrik: kritisk skärskådning. Utgafs s. å. såsom akad. afh. i 6 delar under förf: s praesidium. Upsala. 1854. Libris 2585787
- Sjelfbiografiska anteckningar och bref. Stockholm. 1881. Libris 368311
- Själfbiografiska anteckningar och minnesteckning öfver E. J. Stagnelius: såspm feriekurser i modersmålet för de högre allmänna läroverken. Stockholm: Beijer. 1895. Libris 1621813
- Självbiografiska anteckningar. Stockholm: Norstedt. 1929. Libris 8072955
- Självbiografiska anteckningar: från skolan och studentlivet. Bokgillets klassikerserie, 99-0853562-5. Uppsala: Bokgillet. 1961. Libris 908203
- Självbiografiska anteckningar. Göteborg: Minerva. 1988. Libris 7763317. ISBN 91-87238-05-5
- Soldat-enkan: poem. Upsala. 1850. Libris 9160657
- Sång öfver Anna Maria Lenngren. Stockholm: Norstedt. 1860. Libris 9160666
- Sånger vid invigningen af Westmanlands och Dahla nations-byggnad Oscarsdagen 1831. Upsala, Palmblad & C. 1831. 1831. Libris 11653534
- Tal vid Svenska Bibel-Sällskapets allmänna sammankomst den 20 april 1859 af. Stockholm. 1859. Libris 3218818
- Till konung Gustaf IIIs minne: Tal hållet på Gustavianska lärosalen i Upsala den 9 Juni 1835. Stockholm. 1837. Libris 2585788
- Undervisningsfrågans ställning och utveckling hos de gamle romarne. Stockholm. 1875. Libris 2585789
- Ungdomsminnen från sångens stunder. Upsala. 1830. Libris 1591941
- Valda dikter. Stockholm: Beijer. 1895. Libris 11590952
- Valda dikter af Carl Wilhelm Böttiger. Med författarens porträtt. Stockholm, F. & G. Beijers förlag. 1881. Libris 1596103
- Valda stycken utur akademie-adjunkten Carl Wilh. Böttigers numera ur bokhandeln utgångne skrifter tillika med några af P.N. Rodin, filos. magister. Halmstad. 1843. Libris 9160664
- En visa om Pehr Pehrsson. Upsala: Leffler & Sebell. 1841. Libris 10105057

## Собрания сочинений
Samlade skrifter. 1856—1881. Libris 54635
- Bd 1. Архивная копия от 13 августа 2014 на Wayback Machine Stockholm: Samson & Wallin (i komm.). 1856. Libris 54636
- Bd 2. Архивная копия от 27 августа 2014 на Wayback Machine Stockholm: Samson & Wallin (i komm.). 1857. Libris 54637
- Bd 3. Архивная копия от 16 августа 2014 на Wayback Machine Örebro: Bohlin. 1869. Libris 54639
- Bd 4. Архивная копия от 16 августа 2014 на Wayback Machine Örebro: Bohlin. 1869. Libris 54639
- Bd 5. Архивная копия от 11 июля 2014 на Wayback Machine, minnesteckningar. Stockholm: Beijer. 1874. Libris 54640
- Bd 6. Архивная копия от 16 августа 2014 на Wayback Machine Stockholm: Beijer. 1881. Libris 54641

## Стихи и псалмы
- Fram en suck sig smyger; psalmsång nr 389 i Svenska Missionsförbundets sångbok 1920.
- Hjältar, som bedjen
- O hur härligt majsol ler
- Ur stormarna ser jag en avlägsen hamn

## Награды и отличия
- Малая премия Шведской академии за поэму «Густав Адольф под Лютценом», 1833
- Почётная награда Шведской академии за работу «Встреча на кургане Одина», 1834
- Премия имени Карла Юхана Шведской академии, 1840
- Членство в Гётеборгском научном и литературном обществе, 1843
- Вознаграждение в 100 дукатов от Шведской академии за «Песнь о Карле XIV Юхане», 1845
- Членство в Шведской академии (кресло № 8), 1847
- Членство в Уппсальском научном и литературном обществе, 1853
- Премия Шведской королевской академии наук, 1867
- Членство в Шведской королевской академии словесности, истории и древностей, 1879